# Metilammina
La metilammina (o, più propriamente, metanammina) è la più semplice ammina primaria. La sua struttura chimica è quella di una molecola di ammoniaca in cui un atomo di idrogeno è sostituito da un gruppo metile CH3 o, analogamente, quella di una molecola di metano in cui un atomo di idrogeno è sostituito da un gruppo amminico NH2.
A temperatura ambiente è un gas incolore dal tipico odore ammoniacale; è facilmente liquefacibile e molto solubile in acqua, cui impartisce una netta reazione basica.
È venduta in forma di soluzione in metanolo, etanolo, THF o acqua o come gas anidro in contenitori metallici pressurizzati. Industrialmente, la metilammina è distribuita in forma anidra tramite automotrici o serbatoi pressurizzati. Ne vengono prodotte annualmente centinaia di milioni di chilogrammi. 
Trova occasionale uso come solvente e, nella sintesi organica, come reagente per la produzione di molecole più complesse. Si contraddistingue a livello olfattivo per il suo caratteristico odore di pesce.

## Produzione
La metilammina è preparata industrialmente dalla reazione tra ammoniaca e metanolo in presenza di un catalizzatore silicoalluminato. Dimetilammina e trimetilammina sono possibili sottoprodotti della reazione; i rapporti tra le quantità di reagenti e le diverse velocità di reazione determinano il rapporto finale dei tre prodotti della reazione.
{\displaystyle {\ce {CH3OH + NH3 -> CH3NH2 + H2O}}}
Con questo processo sono prodotte oltre 400 000 tonnellate l'anno di metilammina. 
In laboratorio, la metilammina cloridrato è facilmente ottenibile dalla reazione dell'acido cloridrico con esametilentetrammina o trattando la formaldeide con cloruro d'ammonio.
{\displaystyle {\ce {NH4Cl + HCHO -> CH2=NH*HCl + H2O}}}
{\displaystyle {\ce {CH2=NH*HCl + HCHO + H2O -> CH3NH2*HCl + HCOOH}}}
Il sale cloridrato incolore può quindi essere convertito mediante l'aggiunta di una base forte (come NaOH) nell'ammina: 
{\displaystyle {\ce {CH3NH2*HCl + NaOH -> CH3NH2 + NaCl + H2O}}}
La metilammina fu sintetizzata per la prima volta da Wurtz per idrolisi dell'isocianato di metile.

## Riferimenti nella cultura di massa
Nella serie televisiva Breaking Bad, viene più volte nominata la metilammina, utilizzata per sintetizzare la metanfetamina che Walter White ed il suo socio Jesse Pinkman producono.